# Hypoxystis jacobaearia
Hypoxystis jacobaearia là một loài bướm đêm trong họ Geometridae.